# Denis Papin
Denis Papin (1647-1712) là nhà vật lý, nhà toán học, nhà phát minh người Pháp. Ông nổi tiếng hơn cả nhờ phát minh ra nồi áp suất, giúp con người có thể làm chín thức ăn nhanh hơn, kể cả khi không khí loãng như ở trên núi. Đồng thời, ông cũng là người đóng góp cho sự phát triển của bơm ly tâm và đông cơ hơi nước.

## Thí nghiệm thất bại
Năm 1707, một chiếc thuyền kỳ lạ chưa từng thấy đã chạy trên dòng sông Fulda của nước Phổ. Chiếc thuyền này hoàn toàn không có buồm, không có mái chèo như những chiếc thuyền bình thường ở thời ấy mà vẫn chạy băng băng trên mặt nước nhờ những guồng quay ở 2 bên nom như những bánh xe nước quay đều đều gạt nước về phía sau.
Thấy những chiếc thuyền kỳ dị vừa tự vân hành, vừa thở ra những tiếng phì phì quái lạ, những người chèo thuyền ở quanh vùng tỏ ra vô cùng giận dữ. Cả đám đông phẫn nộ người tay búa, kẻ tay rìu ào ào kéo ra bờ sông nơi con thuyền đang chạy qua. Họ đâu có hay là Denis Papin đang đứng trên mũi tàu. Thực ra, Papin không hề có ý định khiêu khích gì mà chỉ nghiệm chiếc đông cơ mình mới sáng chế hoạt động như thế nào mà thôi.
Nhưng, đáng tiếc thay, những người dân xung quanh đây lại tưởng chủ chiếc tàu này là kẻ cạnh tranh đáng sợ với đàm thuyền bè thô sơ của họ dẫn tới nguy cơ họ phán sản. Thế là đám người kém hiểu biết đã chẳng them hỏi han, trao đổi gì với Papin mà cứ hè nhau xông thẳng dùng rìu, búa phá tan tành công trình của ông. Chỉ trong phút chốc, chiếc tàu mà ông dành bao công sức đã tan thành mây khói. Có lẽ đây là một trong những thất bại đáng tiếc nhất của Papin, là một trong những ngày buồn nhất của ông.